# Чон Джиюн
Чон Джи Юн (кор. 전지윤; род. 15 октября 1990 года; наиболее известна под псевдонимом Jenyer) — южнокорейская певица, рэперша, актриса и автор песен. Является бывшей участницей группы 4Minute и ее под-группы 2YOON. Она дебютировала как сольная исполнительница 2 ноября 2016 года под сценическим псевдонимом Jenyer, выпустив свой дебютный цифровой сингл «I Do».

## Биография
Джиюн родилась 15 октября 1990 году в Сеуле, Южная Корея. Прозвище: Charisma Jiyoon, Teol teol Jiyoon, Junglass, Jiyoonit. Закончила Byeongjeom High School.
Участвовала во втором сезоне Unpretty rapstar.
14 июня 2016 года контракт с Cube Entertainment истек и Джиюн не стала его продлевать. 
8 августа 2016 Джиюн подписала контракт с JS E&M. 2 ноября Джиюн сольно дебютировала под своим сценическим псевдонимом Jenyer, выпустив сингл-альбом Day and Night. Заглавная песня — "I Do". 
23 марта 2017 выпустила сингл "Cliché" совместно с Самуэлем Сео. 

## Фильмография

### TV-шоу
| Год  | Название               | Роль |
| ---- | ---------------------- | ---- |
| 2011 | Immortal Song 2        | Себя |
| 2015 | Unpretty Rapstar vol.2 | Себя |
| 2017 | King Of Master Singer  | Себя |

### Мюзиклы
| Год       | Название           |
| --------- | ------------------ |
| 2012-2013 | My Love by My Side |